# Coiffure traditionnelle Antakarana
 (novembre 2024).
La coiffure traditionnelle des Antakarana, un groupe ethnique de Madagascar, est souvent liée à des éléments culturels et symboliques forts. Les Antakarana habitent principalement dans le nord du pays, et leur coiffure reflète leurs croyances, leurs coutumes et leur statut social.

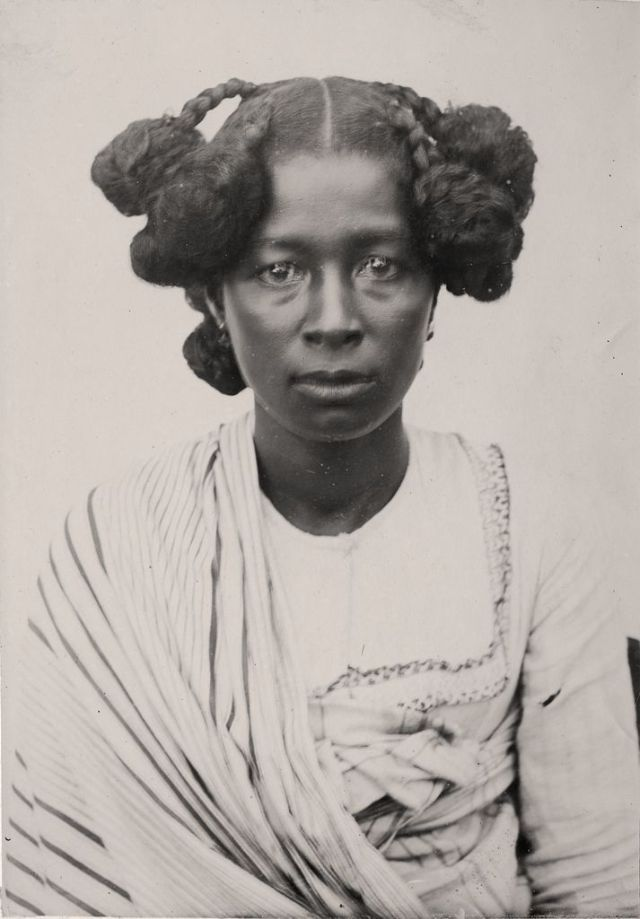
coiffure des femmes Antakarana

Les coiffures sont souvent accompagnées de vêtements traditionnels et de parures qui renforcent l’identité culturelle et l'appartenance à la communauté Antakarana.

## Outils
Les Antakarana utilisent également des objets comme des peignes en bois ou des épingles pour maintenir et décorer leurs coiffures, et les ornements peuvent avoir une signification spirituelle, rituelle ou symbolique. Par exemple, certaines coiffures sont portées lors de rites de passage, comme les cérémonies de passage à l'âge adulte, ou pour marquer des événements familiaux.

## Types de coiffure des Antakarana
La coiffure traditionnelle des Antakarana de Madagascar, bien que souvent moins documentée que celles d'autres groupes ethniques de l'île, a une grande importance culturelle. Les Antakarana, habitants du nord de Madagascar, ont des pratiques culturelles et des styles de coiffure qui reflètent leur identité, leur statut social, et des valeurs spécifiques à leur communauté.

### Coiffures des femmes Antakarana
- Tresses complexes appelé Taly en langue locale: Comme dans beaucoup d'autres régions de Madagascar, les femmes Antakarana créent des coiffures très élaborées, souvent basées sur des tresses serrées. Ces tresses peuvent couvrir toute la tête et être ornées de décorations comme des perles ou des bijoux. Les tresses sont réalisées avec soin et peuvent symboliser la beauté et la maturité d'une femme.

- Chignons décorés: Lors de grandes occasions ou de cérémonies, les femmes portent des chignons, souvent élevés sur le sommet de la tête, et décorés de bijoux en or ou en perles, ou parfois de tissus colorés. Ce style souligne l’élégance et l’importance de l'événement.

### Coiffures des hommes Antakarana
- Cheveux courts ou rasés: En général, les hommes Antakarana portent des coiffures assez simples, souvent rasées ou coupées très court. Cette coupe est pratique, surtout dans les régions chaudes de Madagascar[2].